# Rembertów
Rembertów est un des arrondissements de Varsovie, la capitale de la Pologne. Entre 1939 et 1957 c'était une ville indépendante, avant d'être incorporé à Praga-Południe. Entre 1994 et 2002, Rembertów reprend son indépendance et devient Warszawa-Rembertów.
L'arrondissement, à peine peuplé, ne compte (en 2004) que 21 893 habitants pour 19,30 km². Plus de 30 % de la superficie est couvert par des espaces verts, qui forment la réserve de Kaweczyn. En 1920, le général de Gaulle vécut quelque temps dans ce quartier pour aider les Polonais dans leur guerre contre l'U.R.S.S.. C'est là, peu de temps avant le miracle de la Vistule de l'été 1920, qu'il évoque dans une lettre à sa mère le « sentiment national » face à la débâcle de toute une nation.